# 排泄物
排泄物指一生物的消化系統和泌尿系統中任何排泄的固體或液體，通常指人類的。因此它最常被指為尿液和糞便，是這些詞語的委婉說法。它在醫療說法中最常出現。
雖然日常生活所指的「排泄」包括了排尿與排便，但是在生物學上，排泄（excretion）只包含尿液的形成，糞便則不屬於排泄的一部分，在醫學與生物學裡，排便（defecation）也可稱為排遺。
2014年11月20日，英國第1部以人類排泄物及食物廢棄物（廚餘）處理後而成的生質油料公車首次上路，其优点是碳排放较低。5個成人每年的排泄物約可製造一個油箱的生物甲烷油（生物氣體），可讓该公車行駛約186英里。